# Viviana González
Viviana González, (née le 22 avril 1958 à Rosario), est une joueuse de tennis argentine, professionnelle à la fin des années 1970.
Sa meilleure performance est une finale à Indianapolis en éliminant Mima Jaušovec, la favorite au premier tour et Janet Newberry en demi-finale. Dans les tournois du Grand Chelem, elle atteint le 3e tour à Roland-Garros en 1978 où elle s'illustre en écartant la tête de série no 4, Nancy Richey au second tour.

## Palmarès

### Titre en simple dames
Aucun

### Finale en simple dames
| No | Date       | Nom et lieu du tournoi                    | Catégorie | Dotation | Surface      | Finaliste    | Score    |          |
| -- | ---------- | ----------------------------------------- | --------- | -------- | ------------ | ------------ | -------- | -------- |
| 1  | 07-08-1978 | US Clay Court Championships, Indianapolis |           | 35 000 $ | Terre (ext.) | Dana Gilbert | 6-2, 6-3 | Parcours |

### Titre en double dames
Aucun

### Finale en double dames
Aucune

## Parcours en Grand Chelem

### En simple dames
| Année | Open d'Australie | Open d'Australie | Internationaux de France | Internationaux de France | Wimbledon      | Wimbledon       | US Open        | US Open     |
| ----- | ---------------- | ---------------- | ------------------------ | ------------------------ | -------------- | --------------- | -------------- | ----------- |
| 1977  | -                | -                | 2e tour (1/16)           | Linky Boshoff            | -              | -               | -              | -           |
| 1978  | -                | -                | 3e tour (1/8)            | B. Simon-Glinel          | 2e tour (1/32) | Kathy Jordan    | 2e tour (1/32) | Betty Stove |
| 1979  | -                | -                | 1er tour (1/32)          | Betty Stove              | 2e tour (1/32) | Ruta Gerulaitis | -              | -           |

À droite du résultat, l’ultime adversaire.

### En double dames
| Année | Open d'Australie | Open d'Australie | Internationaux de France      | Internationaux de France | Wimbledon                      | Wimbledon               | US Open | US Open |
| ----- | ---------------- | ---------------- | ----------------------------- | ------------------------ | ------------------------------ | ----------------------- | ------- | ------- |
| 1977  | -                | -                | 1er tour (1/16) B. Villaverde | M. Jaušovec R. Tomanová  | -                              | -                       | -       | -       |
| 1978  | -                | -                | 1/4 de finale Ivanna Madruga  | Mima Jaušovec V. Ruzici  | 1er tour (1/32) Ivanna Madruga | Ann Kiyomura Sue Mappin | -       | -       |
| 1979  | -                | -                | 1er tour (1/16) Rene Blount   | Mima Jaušovec V. Ruzici  | -                              | -                       | -       | -       |

Sous le résultat, la partenaire ; à droite, l’ultime équipe adverse.